# Хладек, Йильи
Йильи Эгидиус Хладек (чеш. Jiljí Aegidius Chládek; 23 августа 1743, Прага — 29 января 1806, там же) — австрийский чешский богослов и духовный писатель.
Был магистром свободных искусств и Священного Писания, служил каноником в Страхове. В 1778 году стал первым в истории Чехии профессором пасторального богословия в Пражском университете, с 1792 по 1793 год был деканом богословского факультета в нём, в 1794 году был избран ректором университета.
Главные работы: «Počátkové о patrnosti pastýrské» (Прага, 1780—1781; считается одним из первых университетских учебников на чешском языке); «Naučení kraličké, jakby se mĕlo dobře mluviti česky a psáti» (Прага, 1795); «Třï katechyzace kosielní».